# Rhyncholita nigroalba
Rhyncholita nigroalba är en fjärilsart som beskrevs av Embrik Strand 1921. Rhyncholita nigroalba ingår i släktet Rhyncholita och familjen nattflyn. Inga underarter finns listade.